# Académie Royale des Sciences, des Lettres et des Beaux-Arts de Belgique
L'Académie Royale des Sciences, des Lettres et des Beaux-Arts de Belgique, és l'acadèmia científica i artística de la comunitat francesa de Bèlgica. Fou creada el 1772 amb la missió de promoure la recerca científica i artística.
El 1769 es fundà a Brussel·les una societat literària. El 1772, aquesta societat rebé de l'emperadriu Maria Teresa d'Àustria el títol d'Acadèmia Imperial i Reial de Ciències i belles-lletres de Brussel·les i la seva missió era fomentar la vida intel·lectual del país i estimular la investigació científica. Suspesa durant els 22 anys del règim francès, l'Acadèmia es restablí el 1816 sota el govern de Guillem I dels Països Baixos. Després de la revolució belga de 1830, l'Acadèmia es reorganitzà sota el seu nom actual. El 1845, una classe de Belles Arts (avui classe d'arts) s'afegeix a les classes de Ciències i Lletres; aleshores el 2009, una classe "Tecnologia i societat" s'uneix a les altres tres.
No podem confondre la Reial Acadèmia de Bèlgica fundada el 1772 per l'emperadriu Maria Teresa, anomenada "la Theresiana", amb la Reial Acadèmia de Llengua i Literatura Franceses de Bèlgica, fundada el 1920 pel ministre Jules Destrée.